# Zindagi Na Milegi Dobara
Zindagi Na Milegi Dobara è un film del 2011 diretto da Zoya Akhtar.
Pellicola indiana di genere road movie vincitrice del Filmfare Award per il miglior film del 2012.
Il titolo del film può essere tradotto come "Non si vive che una sola volta".

## Trama
Tre amici d'infanzia intraprendono un viaggio che li aiuterà a comprendere meglio se stessi.

## Colonna sonora
1. Shankar Mahadevan, Suraj Jagan, Joi Barua – Dil Dhadakne Do – 3:51
2. Shankar Mahadevan, Vishal Dadlani, Ehsaan Noorani, Alyssa Mendonsa, Gulraj Singh – Ik Junoon (Paint It Red) – 5:00
3. Alyssa Mendonsa, Mohit Chauhan – Khwabon Ke Parindey – 4:13
4. Farhan Akhtar, Hrithik Roshan, Abhay Deol, Maria del Mar Fernández – Señorita (brano musicale) – 3:51
5. Shankar Mahadevan – Der Lagi Lekin – 5:57
6. Loy Mendonsa, Dominique Cerejo, Clinton Cerejo – Sooraj Ki Baahon Mein – 3:25